# The Scout (2025)
The Scout ist ein Filmdrama und das Regiedebüt von Paula González-Nasser. Im Film spielt Mimi Davila in der Titelrolle eine Location-Scout für eine Fernsehserie in New York City. The Scout feierte im Juni 2025 beim Tribeca Film Festival seine Premiere.

## Handlung
Sofia ist in New York City als Location-Scout für eine Fernsehserie tätig und schaut sich für ihre Arbeit eine Menge von Wohnungen in Brooklyn und Manhattan an, die für die Dreharbeiten geeignet sein könnten.

## Produktion
Regie führte Paula González-Nasser, die auch das Drehbuch schrieb. Es handelt sich bei The Scout um ihr Regiedebüt. González-Nasser war selbst rund sechs Jahre lang als Location-Scout tätig. Die Filmemacherin, die in Kolumbien und Miami aufwuchs, stieg 2016 nach ihrem Umzug nach New York in den Job ein, nachdem ein Scout die Show verlassen hatte, bei der sie als Produktionsassistentin gearbeitet hatte. Es folgten Aufträge für Fernsehserien wie High Maintenance, Search Party und Broad City und Filme wie Niemals Selten Manchmal Immer. Für ihre Arbeit fuhr sie durch die Stadt, klopfte an Türen und verteilte Flugblätter in den Vierteln auf der Suche nach den perfekten Drehorten. Sie begann, ihre Termine in einem Tagebuch festzuhalten, schon allein, um die Erinnerungen an alles, was sie sah, zu bewahren. Hieraus entstand die Idee, in einem Film von ihrer Arbeit zu erzählen.
Die bulgarisch-kubanische Schauspielerin, Synchronsprecherin und Komikerin Mimi Davila spielt in er Hauptrolle Sofia. Otmara Marrero spielt eine ihrer Freundinnen aus ihrer Zeit am College. In weiteren Rollen sind Rutanya Alda, Matt Barats, Sarah Herrman, Max Rosen und Ikechukwu Ufomadu zu sehen.
Für die Dreharbeiten wurde ein mehrstöckiges Haus im New Yorker Stadtteil Crown Heights mit einer schattigen Veranda genutzt. Eine Szene in Sofias Wohnung, die zu Beginn des Films nachts zu sehen ist, wurde bei ihr zuhause gedreht. Als Kamerafrau fungierte Nicola Newton.
Die Premiere des Films war am 5. Juni 2025 beim Tribeca Film Festival. Im August 2025 wird er beim Sidewalk Film Festival gezeigt.

## Rezeption

### Kritiken
Von den bei Rotten Tomatoes aufgeführten Kritiken sind alle positiv.

### Auszeichnungen
Tribeca Film Festival 2025
- Nominierung als Bester US-Spielfilm für den Founders Award (Paula González-Nasser)[2]